# Mountain Park (Georgia)
Mountain Park – miasto w Stanach Zjednoczonych, w stanie Georgia, w hrabstwie Fulton.

## Demografia
Według spisu ludności z roku 2010, w Mountain Park mieszka 547 mieszkańców. W roku 2023 liczba mieszkańców wzrosła do 572 osób, a gęstość zaludnienia przekroczyła 408 osób/km².